# Beameromyia chrysops
Beameromyia chrysops är en tvåvingeart som beskrevs av Martin 1957. Beameromyia chrysops ingår i släktet Beameromyia och familjen rovflugor. Inga underarter finns listade i Catalogue of Life.